# 散花紫珠
散花紫珠（学名：Callicarpa kochiana var. laxiflora）为马鞭草科紫珠属枇杷叶紫珠的变种。分布在中国大陆的海南等地，目前尚未由人工引种栽培。

## 别名
有梗劳来氏紫珠（植物分类学报）